# پانتئون

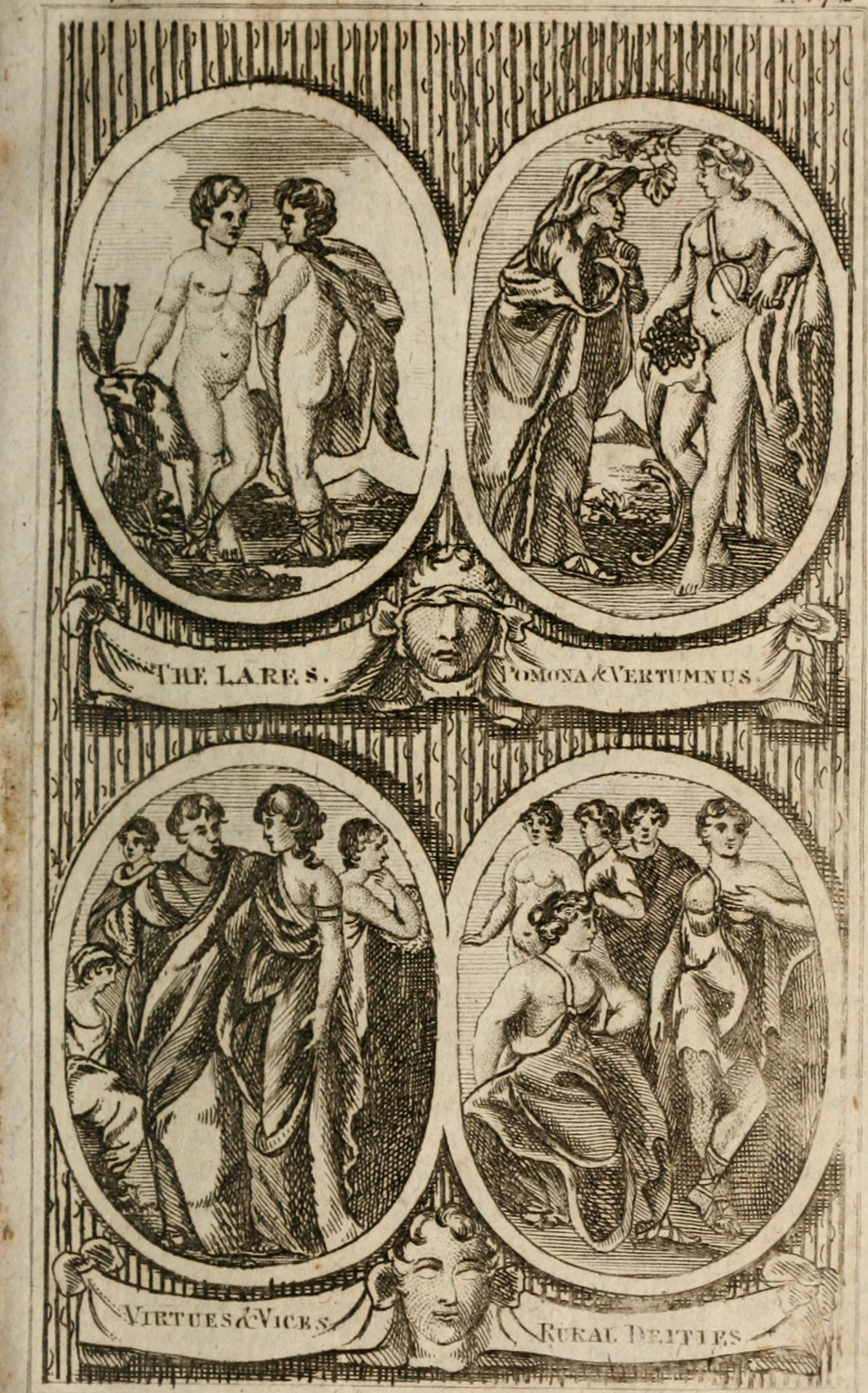
تصویری از کتاب با موضوع پانتئون

پانتئون عبارت است از مجموعه خدایانی که در یک مذهب خاص و در یک دورهٔ خاص پرستیده می‌شوند. نمونهٔ پانتئون، مجموعه خدایان اساطیر یونان یا اساطیر نورس است.
این عبارت از نام یکی از بناهای برپا شده در روم باستان گرفته شده‌است که در سدهٔ نخست پیش از میلاد مسیح (اتمام در ۲۷ پیش از میلاد) به عنوان «معبد تمام خدایان» ساخته شد.